# ده ونک
دِه وَنَک یکی از محله‌های قدیمی شمیران 
واقع در منطقه سرسبز شمال تهران است. در دوره قاجار این ده و زمین‌ها و توتستان‌های آن در زمان قاجار با نفوذ فراوانی که میرزا حسن‌خان مستوفی‌الممالک در حکومت قاجار داشته به تصرف او در آورده شده بودند. آرامگاه او نیز در مجموعهٔ معروف به «باغ مستوفی» (محل فعلی دانشگاه الزهرا) در ده ونک قرار دارد.
امروزه، این منطقه از شمال به بزرگراه نیایش، از جنوب به بزرگراه همت و شهرک والفجر (قسمت شمالی محله امیرآباد)، از شرق به محلهٔ ونک و از سوی غرب به بزرگراه چمران و محله شهرک غرب و سعادت آباد محدود می‌شود.
این محله از محله‌هایی است که هنوز حالت قدیمی خود را حفظ کرده‌است؛ به طوری که بسیاری از خانه‌ها ویلایی هستند.
بوستان باغ ایرانی و مرقد امامزاده قاضی الصابر از نوادگان امام سجاد و گورستانی چند صد ساله در این محل واقع شده است.
در قدیم ده ونک دارای درختان بسیار توت و گردو و همچنین زالزالک بوده‌است که به مرور زمان این درختان و باغها از بین رفته‌اند.
در ده ونک تعدادی قنات جاری بود که در دههٔ هفتاد شمسی به دلیل آنکه برای خانه‌ها مشکلاتی به وجود می‌آورد و همچنین به علت احداث فاضلاب بسته یا کور شدند.
از بخش‌های معروف و قدیمی ده ونک می‌توان به بازارچه، کوچه امامزاده، گل چمن (سر چمن)، زیر باغ نو، کوچه مسجد جامع، بوستان باغ ایرانیان ( باغ بالا ) ، میدون و سر پل نام برد.
زبان
مردم اصیل این منطقه و تهران و بخصوص شمیرانات به تاتی صحبت میکنند.

## ماجرای خانه‌های ده ونک
در دههٔ بیست خورشیدی، آلمانی‌ها یک کارخانه ماسک‌سازی در ده ونک برپا کردند. ده از شهر دور بود و برای کارگرهای کارخانه در اطراف همان‌جا خانه‌های کارگری ساخت. بعد از رفتن آلمانی‌ها، وزارت راه مالک آن کارخانه شد و کارگرها کار و سکونت‌شان را ادامه دادند. کسی هم به خانه‌ها کاری نداشت. در دوره‌ای به کارگرها گفتند خانه‌ها به شرط تملیک برای خودتان و مقداری از حقوق‌شان کم شد. کم‌کم ساکنان هم به بازسازی خانه‌ها پرداختند. ولی در روند واگذاری، بین سازمان‌های دولتی اختلاف بود و این اختلاف تا ابتدای انقلاب ادامه داشت.
بعد از انقلاب هم این ماجراها و اختلافات حقوقی ادامه پیدا کرد؛ ولی حتی قبض آب و برق هم برای ساکنان صادر می‌شد. هرچند اوایل انقلاب به بعضی‌ها گفتند پولی برای سند بدهند و مالک خانه‌ها شوند که به خاطر هزینهٔ بالا، فقط تعداد کمی از ساکنین سند گرفتند.
این ماجرا تا سال ۱۳۸۱ ادامه داشت. آن سال‌ها زمین کارخانه به دانشگاه الزهرا واگذار شد. دانشگاه از همان اول مدعی شد که زمین‌های اطراف که شامل این خانه‌ها هم می‌شود هم جزو املاک دانشگاه است و شکایت‌های رسمی آغاز شد تا اینکه بالاخره در ۲۷ مرداد ۱۳۹۷ دانشگاه توانست حکم قطعی تخریب خانه‌ها را بگیرد و چند خانه نیز تخریب شد تا این که این قضیه به شبکه‌های اجتماعی کشید و با فشارهای اجتماعی برای جلوگیری از تخریب‌ها روبه‌رو شد.
در ادامه فشارهای وارد شده به افراد ساکن این محله پروژه ی جدید تحت عنوان ساختن هتل شروع شده که مجددا باعث افزایش فشار به مردم در جهت تخلیه این محله شده است 